# Martin Weiss
Martin Weiss (Rum, Tirol, 15 d'abril de 1991) és un ciclista austríac, professional des del 2010 fins al 2016.

## Palmarès
- 2014
  - Vencedor d'una etapa al Giro del Friül-Venècia Júlia